# Incoronazione della Vergine (Vasari)
L'Incoronazione della Vergine, nota anche come Pala del Vasari, è una pala d'altare eseguita da Giorgio Vasari nella seconda metà del XVI secolo (probabilmente intorno al 1571, rappresentando quindi una delle ultime opere realizzate dall'artista aretino).
È conservata nel coro della chiesa di Santa Caterina a Livorno.

## Storia
L'opera, il cui bozzetto è conservato nel Louvre di Parigi, originariamente era collocata in una cappella vaticana dedicata a san Michele e presumibilmente fu trafugata dai francesi come bottino di guerra in epoca napoleonica.
Quando le opere venivano imbarcate per la Francia da Livorno, alcune di esse vennero vendute all'asta e nel 1799 fu acquistata da una famiglia livornese, i Filicchi, che, entro il 1818 (anno in cui la famiglia si trasferì nella parrocchia di San Ferdinando) ne fece dono alla chiesa di Santa Caterina.
La tavola è stata restaurata ed è tornata nella sua collocazione nel 2007.